# PLK (Rapper)

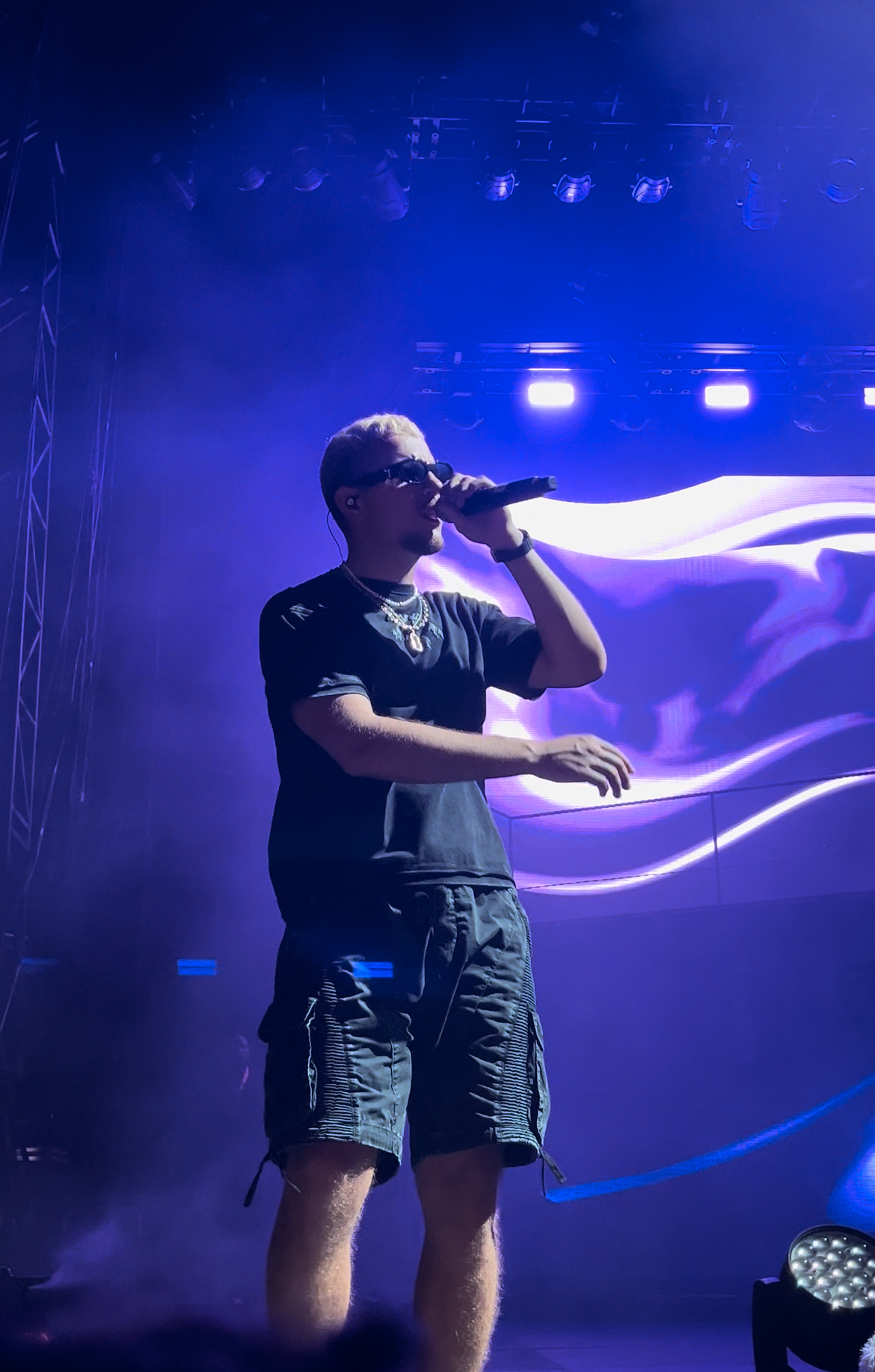
PLK (2024)

PLK (* 15. April 1997 in Paris; bürgerlich Mathieu Claude Daniel Pruski) ist ein französischer Rapper.

## Leben
PLK wurde 1997 in Paris geboren. Sein Vater stammt ursprünglich aus Polen, seine Mutter aus Korsika.
Im Alter von 14 Jahren veröffentlichte er bereits erste Freestyle-Rap-Songs.
Bevor er seine professionelle Rap-Karriere startete, arbeitete er als Mechaniker bei Mercedes.

## Karriere
2017 veröffentlichte er mit Ténébreux sein erstes Mixtape, welches es bis in die Top 40 der französischen Charts schaffte.
Im Oktober 2018 erschien sein Debütalbum Polak.
Mit dem Lied Un peu de haine aus dem Album Mental erreichte er im September 2019 erstmals Platz eins. Insgesamt schaffte er es bisher mit drei Liedern an die französische Chartspitze.

## Diskografie
StudioalbenPLK (Rapper)/Diskografie